# Badia e chiesa di Santa Maria a Morrona
La badia e chiesa di Santa Maria a Morrona è un'antica abbazia situata in località Badia a Morrona, nel comune di Terricciola.

## Storia e descrizione
Fondata (in sede diversa dall'attuale) nell'XI secolo dai Cadolingi, conti di Pistoia e Fucecchio insieme ad altre tre badie, venne gestita inizialmente dai Benedettini Cluniacensi per poi passare nelle mani dei monaci Camaldolesi. Il monastero ha subito numerosi ampliamenti nel corso della sua storia grazie a donazioni nobiliari: nel 1089 ad opera del conte Uguccione, figlio del conte Guglielmo Bulgaro, e negli anni 1098 e 1109 grazie ai figli del Conte Bulgaro. Le proprietà vennero convalidate dai Pontefici Celestino II nel 1121, Innocenzo II nel 1141 ed Eugenio III nel 1148.
La chiesa attuale fu costruita attorno al 1152, quando si decise di trasferire l'antico monastero.
Nel 1482 il vescovo di Volterra si impadronì con la forza della badia, trasformandola nella propria residenza estiva.
L'edificio romanico adotta una singolare planimetria a unica navata absidata che, a partire da circa metà della lunghezza, viene affiancata da due navate laterali, articolate su due campate quasi a formare un transetto dilatato. Gli ambienti del monastero sono stati trasformati in villa privata. Le pareti interne della chiesa presentano affreschi settecenteschi raffiguranti Apostoli entro nicchie.
Nel 1870, con la nascita dello Stato italiano, le proprietà vennero confiscate e rivendute come azienda agricola.
Attualmente la tenuta, dell'estensione di circa 500 ettari, comprende vigneti, oliveti e altre coltivazioni, racchiuse da una cornice boscosa utilizzata principalmente per la caccia al cinghiale. Dell'antica struttura religiosa rimangono il chiostro, il campanile e la barricaia. È stato creato anche uno spazio dedicato all'agriturismo.

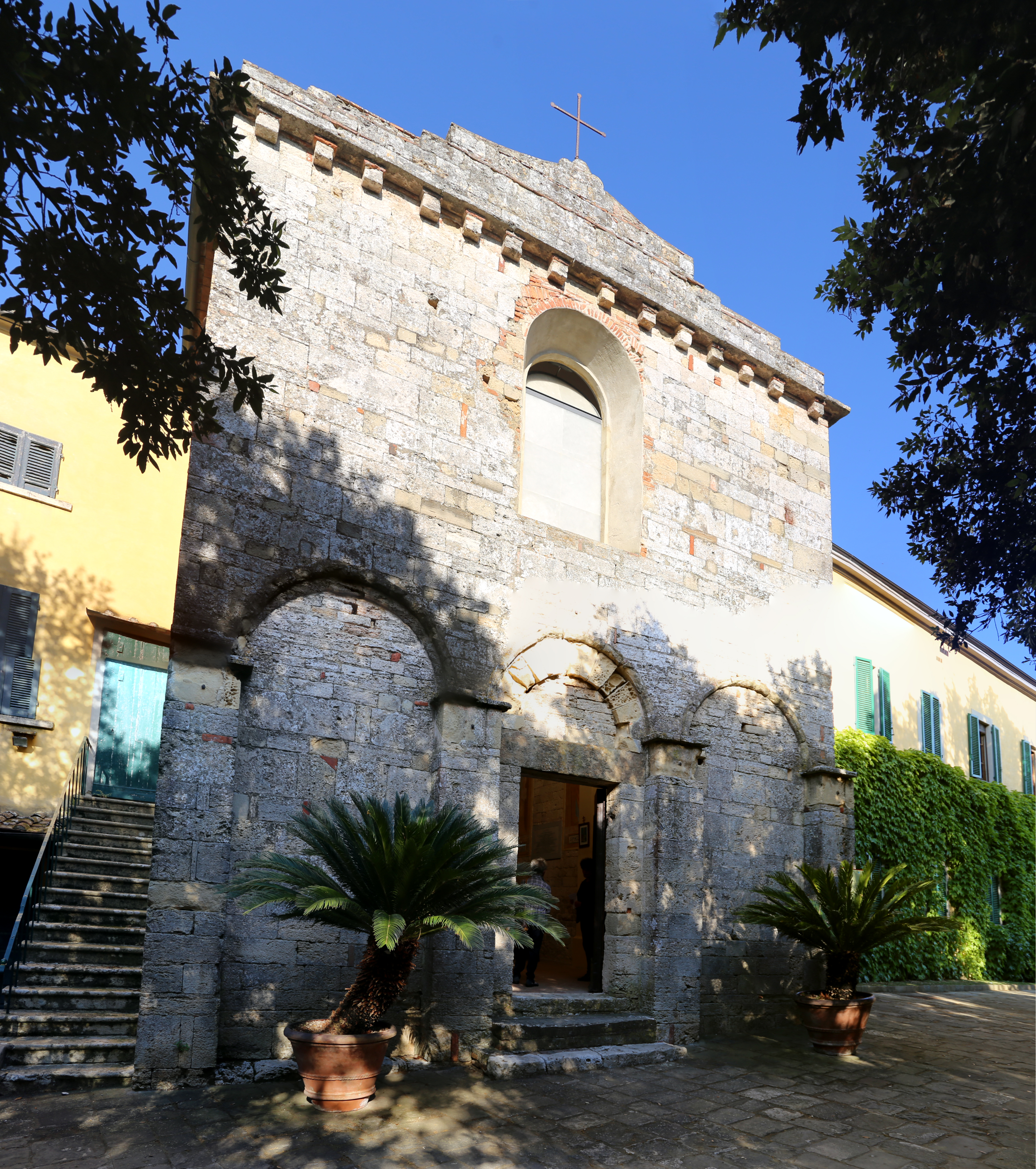
La chiesa
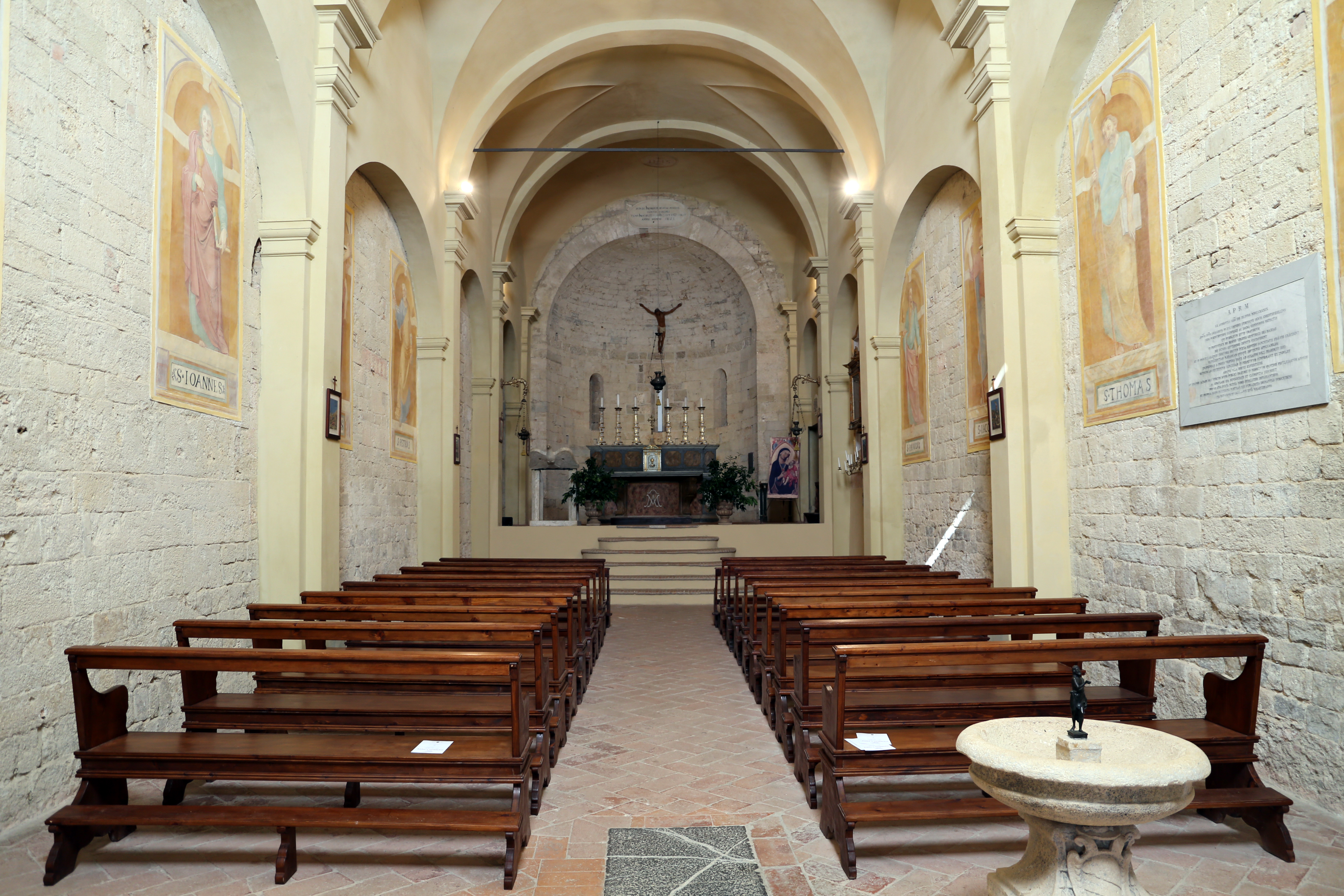
L'interno
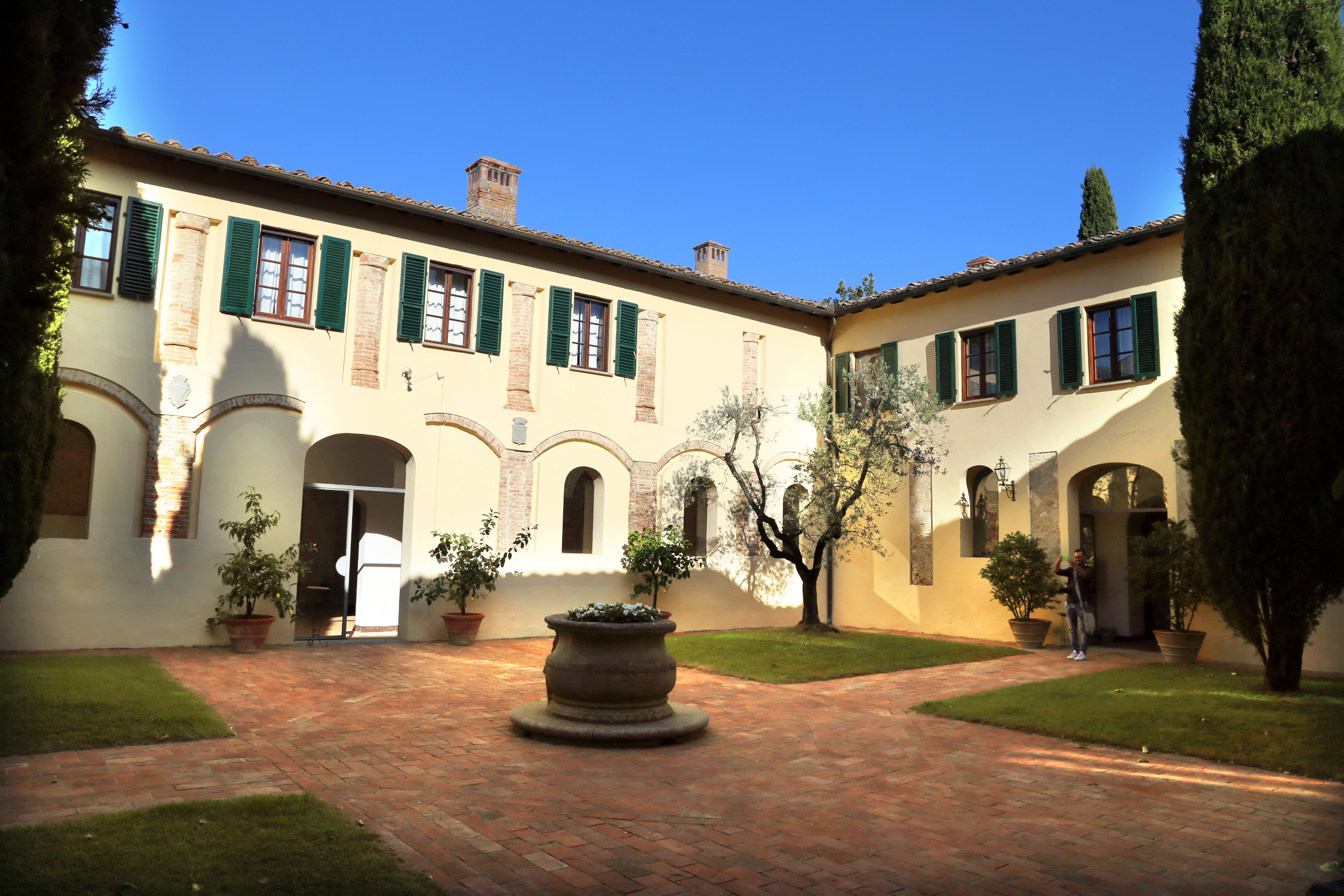
L'ex-chiostro
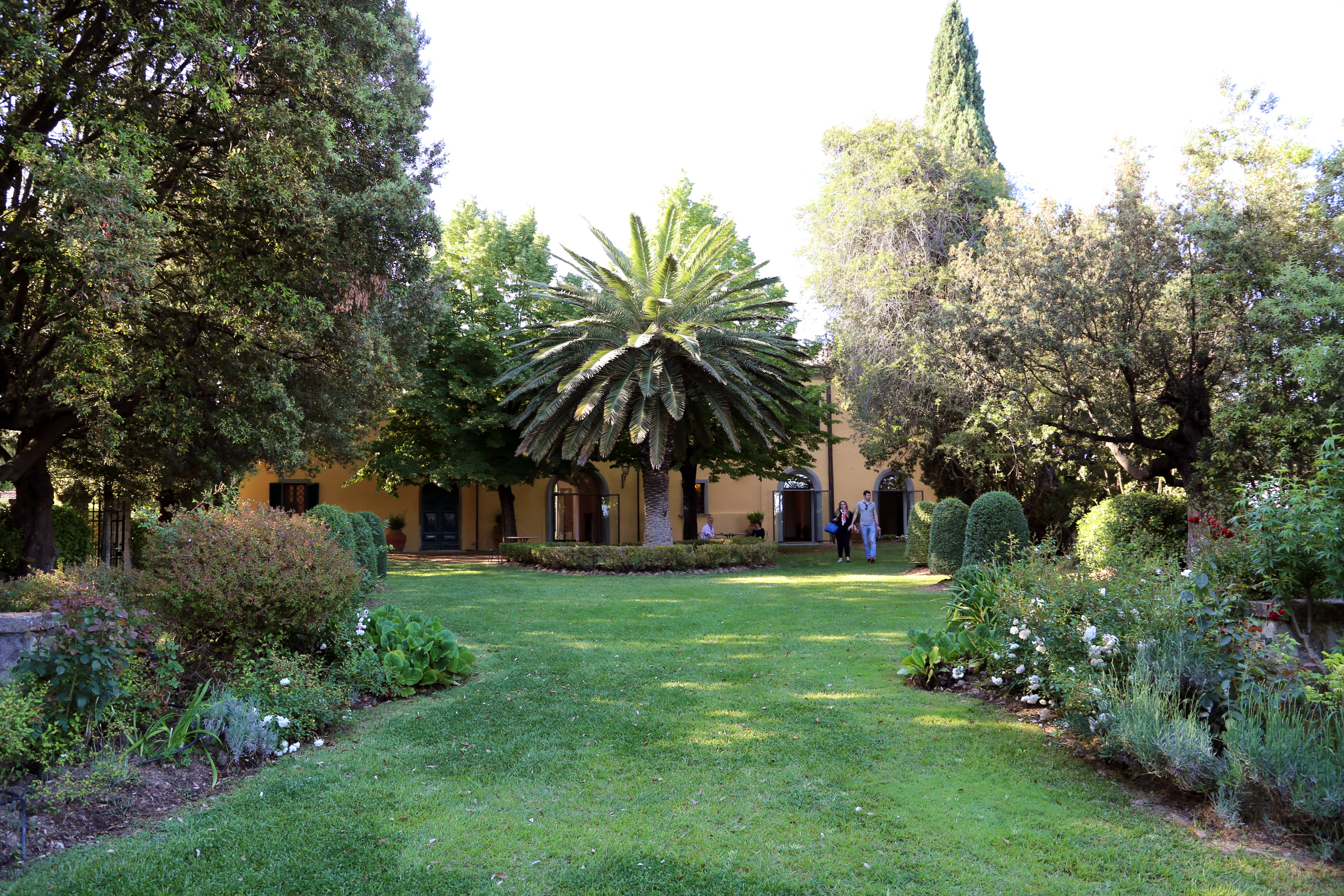
Il giardino